# 布拉斯拉夫山脈

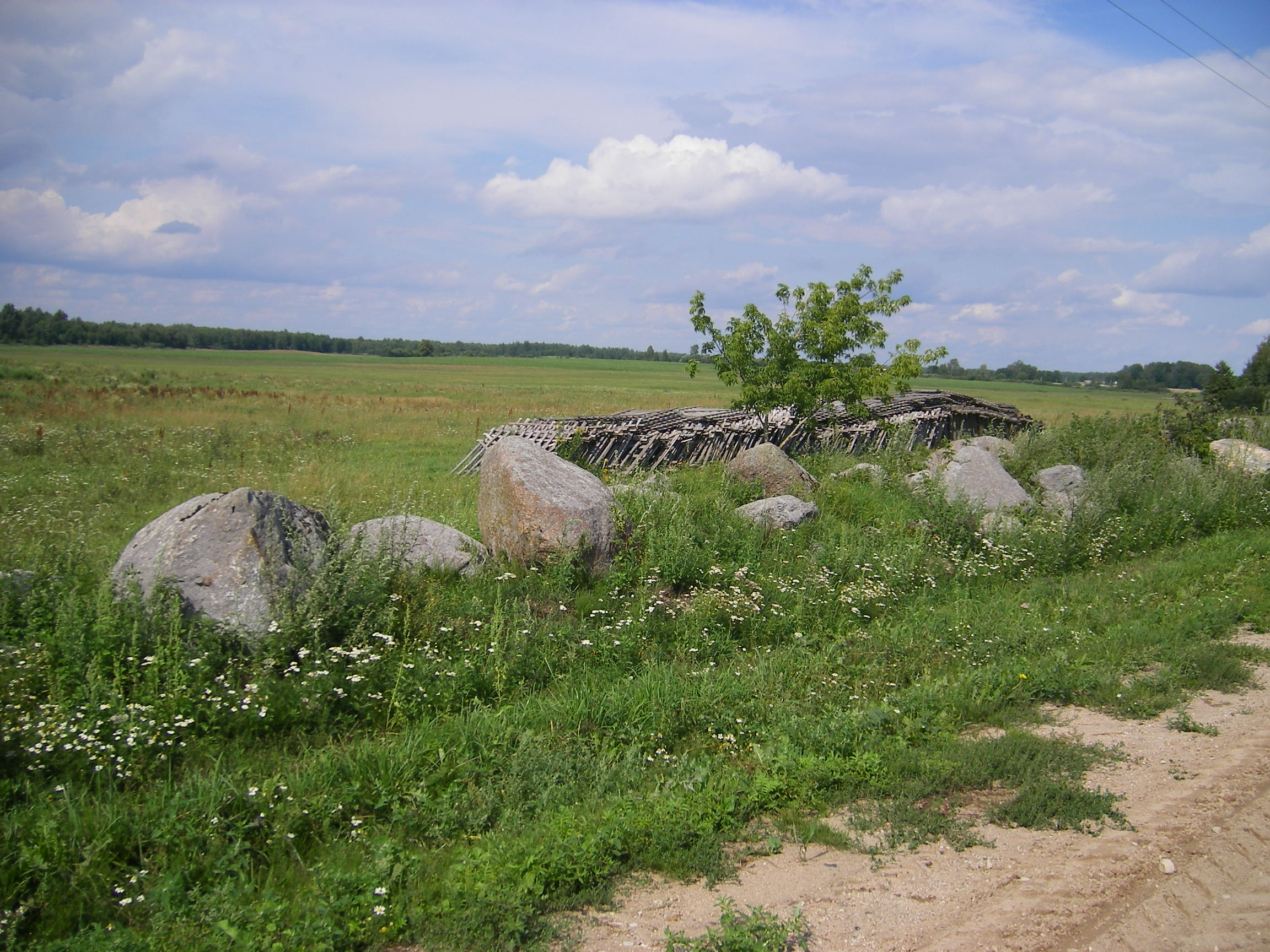

布拉斯拉夫山脈是白俄羅斯的高地，位於該國西北部，由維捷布斯克州負責管轄，北面是道加瓦河，東面和南面是波拉茨克低地，長66公里、寬60公里，面積1,900平方公里，海拔高度210米。